# 石川川 (埼玉県)
石川川（いしかわがわ）は、埼玉県桶川市を流れる荒川水系の河川。石川堀とも呼ばれる。

## 概要
全区間桶川市川田谷を流れる。土地改良区農地整備事業によって整備された排水路である。水源地は川田谷字諏訪南（桶川北本インターチェンジ東側）。水源部以外の流路は直線化されている。大宮台地を挟み、南北に並行して東側に江川が流れている。桶川楽郷の会が桶川市と「石川川の植栽及び管理に関する協定書」を締結しており、城山公園より上流部に河津桜320本が1.2km川沿いに植樹されている。

## 橋梁
- 国道17号上尾道路
- 埼玉県道12号川越栗橋線
- 石川樋管

橋は数多くあるが名前の付いた橋は存在しない。

## 周辺
- 桶川北本インターチェンジ
- 桶川市立川田谷小学校
- 桶川市立川田谷図書館
- 富士見ホタル親水公園
- 泉福寺